# Gashato-formatie
De Gashato-formatie is een geologische formatie in de Volksrepubliek China die afzettingen uit het Paleoceen omvat.

## Locatie
De Gashato-formatie bevindt zich in het Ulan Nur-bekken in de noordelijke Chinese regio Binnen-Mongolië en overligt de Djadochtaformatie uit het Laat-Krijt.

## Ouderdom
De Gashato-formatie dateert uit het Laat-Paleoceen en het is de typelocatie van de Asian Land Mammal Age Gashatan, 59 tot 55,8 miljoen jaar geleden. 

## Fossiele vondsten
De eerste fossielen uit de Gashato-formatie werden in 1923 gevonden tijdens de Centraal-Aziatische Expedities van het American Museum of Natural History. Het fossielenbestand van de Gashato-formatie laat een mengeling van primitieve zoogdieren uit eerdere fases van het Paleoceen, nieuwe zoogdiergroepen en immigranten uit Noord-Amerika zien. Insectivore zoogdieren zoals Sarcodon en de aan knaagdieren en haasachtigen verwante anagaliden zijn voorbeelden van primitieve zoogdiergroepen. Via de landbrug van Beringia bereikten rond 58 miljoen jaar geleden enkele zoogdiergroepen oostelijk Azië vanuit Noord-Amerika en de multituberculaten uit de Taeniolabididae zijn hier een voorbeeld van. Het hoefdier Prodinoceras behorend tot de Dinocerata behoort tot de nieuwe zoogdieren uit de Aziatische fauna van het Laat-Paleoceen. Uit andere formaties in oostelijk Azië van vergelijkbare ouderdom als de Gashato-formatie zijn ook de eerste knaagdieren en hyaenodonten bekend.